# Campionato africano femminile di calcio 2008
Il campionato africano femminile di calcio 2008 è stata l'ottava edizione della massima competizione calcistica per nazionali femminili organizzata dalla Confédération Africaine de Football (CAF). Si è disputato tra il 15 e il 29 novembre 2008 in Guinea Equatoriale.
Il torneo è stato vinto per la prima volta dalla Guinea Equatoriale, che in finale ha superato il Sudafrica per 2-1. Per la prima volta dalla prima edizione del campionato africano la Nigeria non ha vinto il torneo né ha raggiunto la finale, essendo stata sconfitta in semifinale proprio dalle padrone di casa.

## Formato
Alla fase finale accedevano 8 squadre nazionali, delle quali la Guinea Equatoriale come ospite, mentre le altre 7 tramite le qualificazioni. La fase di qualificazione era organizzata su due fasi a eliminazione diretta: vi hanno preso parte 22 squadre e al turno finale le sette vincitrici si sono qualificate alla fase finale. Nella fase finale, invece, le otto squadre partecipanti erano suddivise in due gruppi da quattro, con partite di sola andata. Le prime due di ciascun raggruppamento si qualificavano per le semifinali, con le prime classificate a incontrare le seconde dell'altro gruppo.

## Qualificazioni
Nel turno preliminare le sedici nazionali di fascia inferiore si sono scontrate in partite a eliminazione diretta; le otto vincitrici si sono infine aggiunte alle altre sei al primo turno per guadagnare i sette posti disponibili per la fase finale.

### Turno preliminare
Tutti gli incontri si sono disputati tra il 30 novembre e il 16 dicembre 2007.
| Squadra 1 | Totale | Squadra 2      | Andata | Ritorno |
| --------- | ------ | -------------- | ------ | ------- |
| Marocco   | 1 - 3  | Algeria        | 0 - 1  | 1 - 2   |
| Zimbabwe  | 6 - 3  | Zambia         | 3 - 1  | 3 - 2   |
| Eritrea   | 2 - 4  | Tanzania       | 2 - 3  | 0 - 1   |
| Botswana  | 1 - 9  | Namibia        | 0 - 3  | 1 - 6   |
| Senegal   | 1 - 3  | Costa d'Avorio | 1 - 1  | 0 - 2   |
| Tunisia   | [ 4 ]  | Egitto         | –      | –       |
| Burundi   | [ 4 ]  | Rep. del Congo | –      | –       |
| Guinea    | [ 4 ]  | Benin          | –      | –       |

### Primo turno
Tutti gli incontri si sono disputati tra il 24 febbraio e l'8 marzo 2008.
| Squadra 1      | Totale | Squadra 2    | Andata | Ritorno |
| -------------- | ------ | ------------ | ------ | ------- |
| Tunisia        | 2 - 1  | Algeria      | 0 - 0  | 2 - 1   |
| Rep. del Congo | 5 - 2  | RD del Congo | 4 - 1  | 1 - 1   |
| Zimbabwe       | 1 - 6  | Sudafrica    | 1 - 4  | 0 - 2   |
| Tanzania       | 1 - 5  | Camerun      | 0 - 3  | 1 - 2   |
| Namibia        | 1 - 13 | Nigeria      | 0 - 3  | 1 - 10  |
| Guinea         | 0 - 11 | Mali         | 0 - 8  | 0 - 3   |
| Costa d'Avorio | 1 - 4  | Ghana        | 1 - 1  | 0 - 3   |

## Squadre partecipanti
| Pr. | Squadra            | Partecipante in quanto                                         | Ultima presenza |
| --- | ------------------ | -------------------------------------------------------------- | --------------- |
| 1   | Guinea Equatoriale | Rappresentativa della nazione organizzatrice della fase finale | 2006            |
| 2   | Camerun            | Vincitrice della fase di qualificazione                        | 2006            |
| 3   | Ghana              | Vincitrice della fase di qualificazione                        | 2006            |
| 4   | Mali               | Vincitrice della fase di qualificazione                        | 2006            |
| 5   | Nigeria            | Vincitrice della fase di qualificazione                        | 2006            |
| 6   | Rep. del Congo     | Vincitrice della fase di qualificazione                        | Esordiente      |
| 7   | Sudafrica          | Vincitrice della fase di qualificazione                        | 2006            |
| 8   | Tunisia            | Vincitrice della fase di qualificazione                        | Esordiente      |

## Stadi
Il campionato venne ospitato da due impianti in Guinea Equatoriale.
| Bata               | Bata Malabo Stadi ospitanti il campionato africano femminile di calcio 2008. | Malabo                |
| Stadio La Libertad | Bata Malabo Stadi ospitanti il campionato africano femminile di calcio 2008. | Stadio internazionale |
|                    | Bata Malabo Stadi ospitanti il campionato africano femminile di calcio 2008. |                       |

## Fase finale
Il regolamento prevedeva che nel caso le squadre avessero terminato la fase a gironi con un numero uguale di punti, la classifica del gruppo sarebbe stata determinata sulla base di:
1. Maggior numero di punti nelle partite tra le squadre in parità,
2. Migliore differenza reti tra le squadre in parità,
3. Maggior numero di reti segnate in partite tra squadre a pari,
4. Differenza reti in tutte le partite del girone,
5. Maggior numero di reti segnate in tutte le partite del girone,
6. Criteri di fair play sulla base della quantità di cartellini gialli e rossi ricevuti,
7. Sorteggio.

### Fase a gruppi

#### Gruppo A
| Pos. | Squadra            | Pt | G | V | N | P | GF | GS | DR |
| ---- | ------------------ | -- | - | - | - | - | -- | -- | -- |
| 1.   | Guinea Equatoriale | 9  | 3 | 3 | 0 | 0 | 8  | 3  | +5 |
| 2.   | Camerun            | 6  | 3 | 2 | 0 | 1 | 3  | 2  | +1 |
| 3.   | Rep. del Congo     | 3  | 3 | 1 | 0 | 2 | 3  | 6  | -3 |
| 4.   | Mali               | 0  | 3 | 0 | 0 | 3 | 2  | 5  | -3 |

| Malabo 15 novembre 2008, ore 15:00 UTC+1            | Guinea Equatoriale | 1 – 0 | Camerun | Stadio internazionale |
| \| \| \| \| \| Añonma 16’ (rig.) \| Marcatori \| \| |                    |       |         |                       |
|                                                     |                    |       |         |                       |
| Añonma 16’ (rig.)                                   | Marcatori          |       |         |                       |

| Malabo 15 novembre 2008, ore 17:30 UTC+1             | Mali      | 0 – 1              | Rep. del Congo | Stadio internazionale |
| \| \| \| \| \| \| Marcatori \| 69’ Passou N'Diaye \| |           |                    |                |                       |
|                                                      |           |                    |                |                       |
|                                                      | Marcatori | 69’ Passou N'Diaye |                |                       |

| Malabo 18 novembre 2008, ore 15:00 UTC+1                                             | Camerun   | 2 – 1              | Mali | Stadio internazionale |
| \| \| \| \| \| Bekombo 38’ Ngo Ndoumbouk 90+3’ \| Marcatori \| 75’ (rig.) Doumbia \| |           |                    |      |                       |
|                                                                                      |           |                    |      |                       |
| Bekombo 38’ Ngo Ndoumbouk 90+3’                                                      | Marcatori | 75’ (rig.) Doumbia |      |                       |

| Malabo 18 novembre 2008, ore 17:30 UTC+1                                                                                     | Guinea Equatoriale | 5 – 2                         | Rep. del Congo | Stadio internazionale |
| \| \| \| \| \| S. Simporé 1’ Chinasa 9’ Amarachi 46’ Añonma 65’, 90’ (rig.) \| Marcatori \| 5’ Passou N'Diaye 14’ Mabonzo \| |                    |                               |                |                       |
| |                    |                               |                |                       |
| S. Simporé 1’ Chinasa 9’ Amarachi 46’ Añonma 65’, 90’ (rig.)                                                                 | Marcatori          | 5’ Passou N'Diaye 14’ Mabonzo |                |                       |

| Malabo 21 novembre 2008, ore 15:00 UTC+1                            | Guinea Equatoriale | 2 – 1      | Mali | Stadio internazionale |
| \| \| \| \| \| Chinasa 18’ Añonma 88’ \| Marcatori \| 30’ Diarra \| |                    |            |      |                       |
|                                                                     |                    |            |      |                       |
| Chinasa 18’ Añonma 88’                                              | Marcatori          | 30’ Diarra |      |                       |

| Bata 21 novembre 2008, ore 15:00 UTC+1           | Camerun   | 1 – 0 | Rep. del Congo | Stadio La Libertad |
| \| \| \| \| \| Ngono Mani 45’ \| Marcatori \| \| |           |       |                |                    |
|                                                  |           |       |                |                    |
| Ngono Mani 45’                                   | Marcatori |       |                |                    |

#### Gruppo B
| Pos. | Squadra   | Pt | G | V | N | P | GF | GS | DR |
| ---- | --------- | -- | - | - | - | - | -- | -- | -- |
| 1.   | Sudafrica | 6  | 3 | 2 | 0 | 1 | 3  | 2  | +1 |
| 2.   | Nigeria   | 5  | 3 | 1 | 2 | 0 | 2  | 1  | +1 |
| 3.   | Ghana     | 4  | 3 | 1 | 1 | 1 | 4  | 4  | 0  |
| 4.   | Tunisia   | 1  | 3 | 0 | 1 | 2 | 3  | 5  | -2 |

| Bata 16 novembre 2008, ore 13:00 UTC+1                  | Nigeria   | 1 – 1    | Ghana | Stadio La Libertad |
| \| \| \| \| \| Chiejine 90’ \| Marcatori \| 32’ Okoe \| |           |          |       |                    |
|                                                         |           |          |       |                    |
| Chiejine 90’                                            | Marcatori | 32’ Okoe |       |                    |

| Bata 16 novembre 2008, ore 15:30 UTC+1                 | Sudafrica | 2 – 1  | Tunisia | Stadio La Libertad |
| \| \| \| \| \| Matlou Ngwane \| Marcatori \| Guedri \| |           |        |         |                    |
|                                                        |           |        |         |                    |
| Matlou Ngwane                                          | Marcatori | Guedri |         |                    |

| Bata 19 novembre 2008, ore 13:00 UTC+1      | Ghana     | 0 – 1     | Sudafrica | Stadio La Libertad |
| \| \| \| \| \| \| Marcatori \| 24’ Phewa \| |           |           |           |                    |
|                                             |           |           |           |                    |
|                                             | Marcatori | 24’ Phewa |           |                    |

| Bata 19 novembre 2008, ore 15:30 UTC+1 | Tunisia | 0 – 0 | Nigeria | Stadio La Libertad |

| Bata 22 novembre 2008, ore 15:00 UTC+1         | Nigeria   | 1 – 0 | Sudafrica | Stadio La Libertad |
| \| \| \| \| \| Chiejine 16’ \| Marcatori \| \| |           |       |           |                    |
|                                                |           |       |           |                    |
| Chiejine 16’                                   | Marcatori |       |           |                    |

| Malabo 25 novembre 2008, ore 15:00 UTC+1                                                 | Ghana     | 3 – 2              | Tunisia | Stadio internazionale |
| \| \| \| \| \| Ibrahim 45+1’ Abdul-Rahman 51’, 82’ \| Marcatori \| 4’ Mamay 48’ Abidi \| |           |                    |         |                       |
|                                                                                          |           |                    |         |                       |
| Ibrahim 45+1’ Abdul-Rahman 51’, 82’                                                      | Marcatori | 4’ Mamay 48’ Abidi |         |                       |

### Fase a eliminazione diretta

#### Tabellone
|  | Semifinali | Semifinali         | Semifinali |           |                    | Finale             | Finale          | Finale          |  |
|  |            |                    |            |           |                    |                    |                 |                 |  |
|  | 1A         | Guinea Equatoriale | 1          |           |                    |                    |                 |                 |  |
|  | 1A         | Guinea Equatoriale | 1          |           |                    |                    |                 |                 |  |
|  | 2B         | Nigeria            | 0          |           |                    |                    |                 |                 |  |
|  | 2B         | Nigeria            | 0          |           | Guinea Equatoriale | Guinea Equatoriale | 2               |                 |  |
|  |            |                    |            |           | Guinea Equatoriale | Guinea Equatoriale | 2               |                 |  |
|  |            |                    | Sudafrica  | Sudafrica | 1                  |                    |                 |                 |  |
|  | 1B         | Sudafrica          | Sudafrica  | Sudafrica | 1                  | 3                  |                 |                 |  |
|  | 1B         | Sudafrica          |            |           |                    | 3                  |                 |                 |  |
|  | 2A         | Camerun            | 0          |           |                    | Finale 3º posto    | Finale 3º posto | Finale 3º posto |  |
|  | 2A         | Camerun            | 0          |           |                    |                    |                 |                 |  |
|  |            |                    |            |           |                    |                    |                 |                 |  |
|  |            |                    |            |           |                    | Nigeria (dtr)      | Nigeria (dtr)   | 1 (4)           |  |
|  |            |                    |            |           |                    | Nigeria (dtr)      | Nigeria (dtr)   | 1 (4)           |  |
|  |            |                    |            |           |                    | Camerun            | Camerun         | 1 (3)           |  |

#### Semifinali
| Malabo 25 novembre 2008, ore 14:00 UTC+1     | Guinea Equatoriale | 1 – 0 | Nigeria | Stadio internazionale |
| \| \| \| \| \| Añonma 58’ \| Marcatori \| \| |                    |       |         |                       |
|                                              |                    |       |         |                       |
| Añonma 58’                                   | Marcatori          |       |         |                       |

| Malabo 25 novembre 2008, ore 17:00 UTC+1               | Sudafrica | 3 – 0 | Camerun | Stadio internazionale |
| \| \| \| \| \| Matlou 28’, 47’, 80’ \| Marcatori \| \| |           |       |         |                       |
|                                                        |           |       |         |                       |
| Matlou 28’, 47’, 80’                                   | Marcatori |       |         |                       |

### Finale terzo posto
| Malabo 28 novembre 2008, ore 15:00 UTC+1 | Nigeria              | 1 – 1 (d.t.s.)                          | Camerun | Stadio internazionale |
| \| \| \| \| \| Eke 28’ \| Marcatori \| 64’ Onguéné \| \| Eke Ekpo Chiejine George Nkwocha \| Tiri di rigore 4 – 3 \| Ngo Ndoumbouk Manie Bella Onguéné Mbida \| |                      |                                         |         |                       |
| |                      |                                         |         |                       |
| Eke 28’ | Marcatori            | 64’ Onguéné                             |         |                       |
| Eke Ekpo Chiejine George Nkwocha | Tiri di rigore 4 – 3 | Ngo Ndoumbouk Manie Bella Onguéné Mbida |         |                       |

### Finale
| Malabo 29 novembre 2008, ore 15:00 UTC+1                          | Guinea Equatoriale | 2 – 1 referto | Sudafrica | Stadio internazionale |
| \| \| \| \| \| Diala 22’ Añonma 68’ \| Marcatori \| 35’ Matlou \| |                    |               |           |                       |
|                                                                   |                    |               |           |                       |
| Diala 22’ Añonma 68’                                              | Marcatori          | 35’ Matlou    |           |                       |

## Statistiche

### Classifica marcatrici
6 reti
- Genoveva Añonma (2 rig.)

5 reti
- Noko Matlou

2 reti
- Safia Abdul Rahman
- Gloria Chinasa
- Ifeanyi Chiejine
- Aminata Passou N'Diaye

1 rete
- Manuella Bekombo
- Marlyse Ngo Ndoumbouk
- Madeleine Ngono Mani
- Gabrielle Onguéné
- Faiza Ibrahim
- Florence Okoe
- Anita Amarachi
- Blessing Diala
- Salimata Simporé
- Korotoumou Diarra
- Fatoumata Doumbia (1 rig.)
- Maureen Eke
- Dedina Mabonzo
- Hlengiwe Ngwane
- Veronica Phewa
- Nassima Abidi
- Haifa Guedri
- Sabrine Mamay